# Афродита (месторождение)
«Афродита» (греч. Οικόπεδο) — морское газовое месторождение у южного побережья Кипра, расположенное в исследовательском буровом блоке 12 в морской исключительной экономической зоне страны. Расположенный в 34 километрах (21 морских миль) к западу от израильского газового месторождения «Левиафан», блок 12 предположительно содержит 170 млрд м³ газа.
Noble Energy получила концессию на разведку блока 12 в октябре 2008 года.  Для разработки был создан консорциум во главе с Noble Energy (доля участия 70 %), и израильскими Delek и Anver (30 %). В августе 2011 года консорциум заключил соглашение о разделе продукции с кипрским правительством относительно коммерческой разработки блока. Источники на Кипре сообщили в середине сентября 2011 года, что Noble начал разведочное бурение блока.
В 2015 году British Gas объявила о приобретении у Noble Energy доли 35 %.
Кипр демаркировал свою морскую границу с Египтом в 2003 году и с Ливаном в 2007 году. Кипр и Израиль разграничили в 2010 году. Турция, которая не признает пограничных соглашений Кипра со своими соседями, угрожала мобилизовать свои военно-морские силы, если Кипр приступит к планам начать бурение на блоке 12. Буровые работы Кипра получили поддержку США, Европейского союза, России и ООН, и 19 сентября 2011 года бурение в блоке 12 началось без каких-либо инцидентов. Великобритания также имеет претензии на этот район в результате своего суверенитета над двумя районами на Кипре, где расположены британские военные базы. Договор о создании Республики Кипр исключил любые кипрские претензии на два района, прилегающих к базам.
Предполагается, что месторождение начнёт работу в 2024—2025 годах.